# Síndrome compartimental orbitario
El síndrome del compartimiento orbital  es el resultado de un rápido aumento de la presión dentro de la órbita .

## Síntomas
Los síntomas pueden incluir disminución de la visión, abombamiento del ojo , visión doble y dolor. El ojo es típicamente firme al tacto con una pupila dilatada no reactiva. Sin tratamiento, las complicaciones pueden incluir ceguera .

## Causas
Las causas relativamente comunes incluyen sangrado retrobulbar debido a una lesión o cirugía ocular, otras causas incluyen infección, cáncer, quemaduras y aire detrás del ojo.

## Diagnóstico
El diagnóstico se basa en los síntomas, aunque puede estar respaldado por imágenes médicas en casos poco claros.

## Tratamiento
El tratamiento consiste en una cantotomía lateral, que debe realizarse en cuanto se sospeche el diagnóstico cuando haya problemas de visión. Aunque suele ser mejor realizarla rápidamente tras la aparición del trastorno, se han descrito casos de recuperación de la visión en casos tardíos.

## Frecuencia
El síndrome del compartimiento orbitario es poco frecuente. Fue diagnosticado por primera vez en 1950 por Gordon y McRae.